# 조 단테

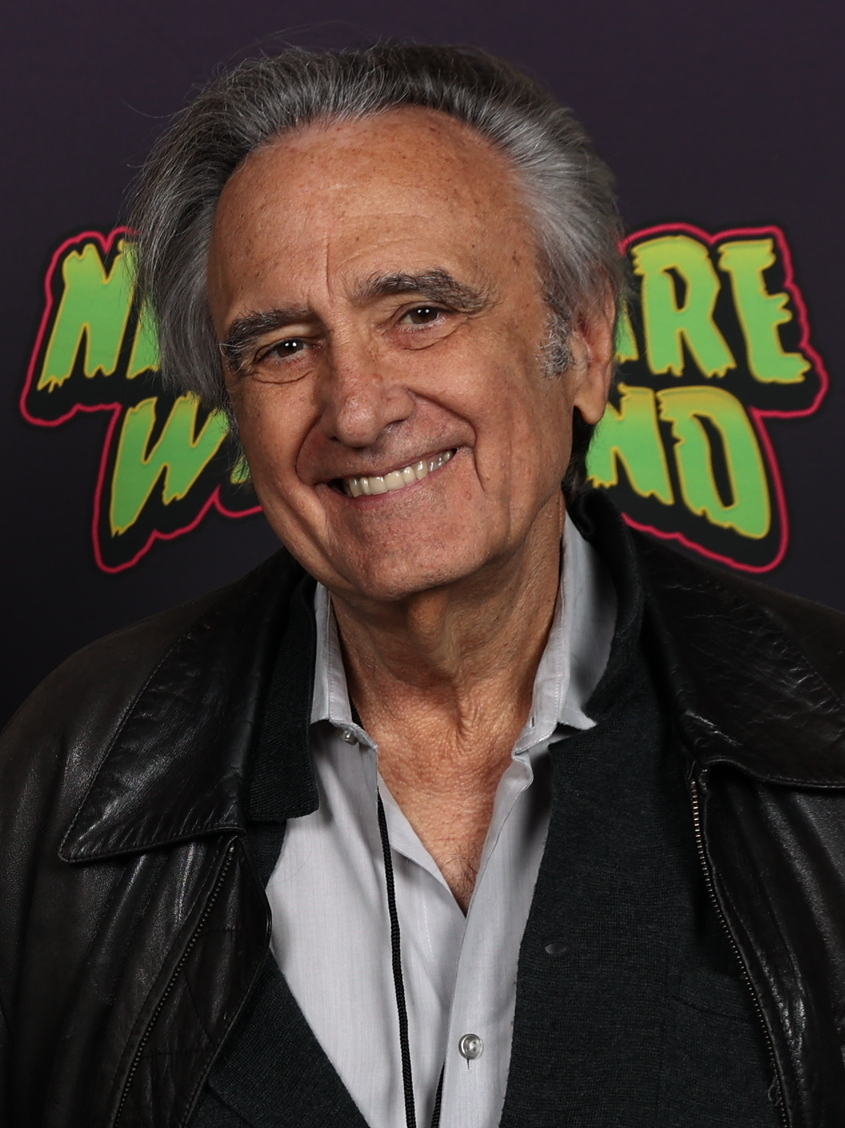
2023년 모습

조 단테(영어: Joe Dante 조 단테이[*], 영어 발음: /ˈdɑːnteɪ/, 1946년 11월 28일 ~ )는 미국의 영화 감독, 제작자, 배우이다. 영화 《피라냐》(1978), 《하울링》(1981), 《그렘린》(1984), 《이너스페이스》(1987), 《그렘린 2》(1990), 《스몰 솔저》(1998), 《루니 툰: 백 인 액션》(2003) 등을 연출하였다.